# L'Ensorceleuse (film, 1956)
Pour les articles homonymes, voir L'Ensorceleuse.
Pour plus de détails, voir Fiche technique et Distribution.
L'Ensorceleuse (Fuhrmann Henschel) est un film autrichien réalisé par Josef von Báky sorti en 1956.
Il s'agit de l'adaptation de la pièce de Gerhart Hauptmann.

## Synopsis
Wilhelm Henschel, un homme de bonne nature et d'une nature simple, n'a jamais eu la vie facile. En plus de ses promenades en calèche, il doit également s'occuper de nombreuses choses que sa femme Agnès a faites quand elle était encore en bonne santé. Mme Henschel est maintenant gravement malade et est au lit la plupart du temps. Elle avait toujours souhaité un enfant mais n'aboutissait qu'à des fausses couches ou des mort-nés. Cela a bien détérioré leur relation. Henschel est fier que sa parole compte dans le village où il habite. Sa nature compatissante et amicale le rend populaire auprès de son entourage. Lorsque le voiturier engage Hanne Schäl comme nouvelle femme de ménage, il ne soupçonne pas que la très jolie femme est mauvaise. Hanne, dont le travail consiste également à s'occuper de Mme Henschel, raille la femme malade, où elle peut et finalement la laisse mourir sans merci, simplement en attendant son bien-aimé, le serveur George, et demande trop tardivement le docteur quand c'est nécessaire. Elle a même un œil sur le voiturier.
Agnes Henschel a compris vite le manège de la femme de chambre et fait promettre à son mari de ne pas faire de Hanne son épouse. L'homme simple, cependant, ne fait pas le poids face à la femme calculatrice et sophistiquée. Elle réussit donc à rompre son serment et à l'épouser. Après que Hanne se soit installée quelque temps après le mariage et que Henschel soit heureux de l'avoir à ses côtés, elle montre immédiatement son vrai visage et rend la vie de son mari de plus en plus difficile. Elle profite de sa nouvelle position et se frotte à Henschel et aux autres hommes. Elle a pris en main toutes les affaires financières et domine son mari, qui a peu de choses à lui opposer. Quand la coïncidence veut que Henschel sache que Hanne a une fille illégitime, il lui amène sa petite Berthel, persuadé qu'elle s'en occupera. Cependant, Hanne réagit de façon glaciale et lui reproche même d'avoir emmené l’enfant avec lui. Henschel est de plus en plus inquiet pour son travail, car il est de moins en moins utilisé en raison du nombre croissant d'automobiles. Lorsque le voiturier apprend également que sa femme entretient dans son dos depuis longtemps une relation avec le serveur Georg, il n'en sait pas davantage. Et même parler de lui et de Hanne le blesse plus qu'il ne veut l'admettre. Quand il apprend ensuite que Hanne a délibérément omis d'aller chercher le médecin immédiatement, il est complètement dévasté.
Résigné, Henschel se retire dans sa grange, où il entend l'avertissement de sa femme. De toute façon, le voiturier a déjà du mal à faire face à ses sentiments de culpabilité et se reproche amèrement d’avoir brisé le serment prêté à Agnès. Il entre dans l'idée que Hanne lui a été envoyé par le diable comme une punition que Dieu lui a imposée. Henschel ne veut plus penser, mais dort et se couche dans le foin. Quand il se lève après un court sommeil, parce qu'il perçoit à nouveau la voix de sa femme, il brise la lampe à pétrole précédemment allumée. Le feu allumé gagne la grange en bois. Mentalement, Henschel conduit ses chevaux bien-aimés hors de la grange cloisonnée, puis ferme la porte de l'intérieur. Le diable vient le chercher quand même à cause de son parjure. Alors que Hanne se précipite dans la maison principale, la grange brûle déjà très fort. Quand Hanne demande à faire sortir son mari, le serviteur Hauffe répond qu'il ne reste plus rien à faire. Entre-temps, le feu s'est propagé à la maison principale et Hanne se précipite dans la maison pour aller chercher sa fille. À l'aube, la jeune femme est assise sur un banc avec son enfant enveloppée dans une couverture dans ses bras et montre une émotion maternelle pour la première fois, lorsqu'elle couvre soigneusement la petite Berthel, qui s'est blottie contre elle.

## Fiche technique
- Titre français : L'Ensorceleuse[1]
- Titre original : Fuhrmann Henschel
- Réalisation : Josef von Báky assisté de Wolfgang Glück
- Scénario : Franz Schulz
- Musique : Alois Melichar
- Direction artistique : Isabella Schlichting, Werner Schlichting
- Costumes : Edith Almoslino
- Photographie : Günther Anders
- Son : Otto Untersalmberger
- Montage : Rudolf Schaad
- Production : Herbert Gruber
- Sociétés de production : Sascha-Film
- Société de distribution : Herzog-Filmverleih
- Pays d'origine :  Autriche
- Langue : allemand
- Format : Couleur - 1,33:1 - Mono - 35 mm
- Genre : Drame
- Durée : 100 minutes
- Dates de sortie :
  -  Allemagne : 26 octobre 1956.
  -  Pays-Bas : 8 mars 1957.
  -  Portugal : 13 novembre 1957.
  -  France : 10 janvier 1958[1].

## Distribution
- Walter Richter : Wilhelm Henschel, Fuhrmann
- Nadja Tiller : Hanne Schäl
- Käthe Braun : Agnes Henschel
- Wolfgang Lukschy : Georg
- Camilla Spira : Mme Wermelskirch
- Richard Romanowsky : M. Siebenhaar
- Hans Quest : Dr. Listig
- Fritz Schmiedel : M. Wermelskirch
- Eduard Loibner : Hauffe, Knecht bei Henschel
- Brigitte Pichler : Berthel, la fille illégitime de Hannes
- Walter Gross : L'estivant
- Sabine Thalbach : Franziska

## Source de la traduction
- (de) Cet article est partiellement ou en totalité issu de l’article de Wikipédia en allemand intitulé « Fuhrmann Henschel (1956) » (voir la liste des auteurs).